# スワデーシー

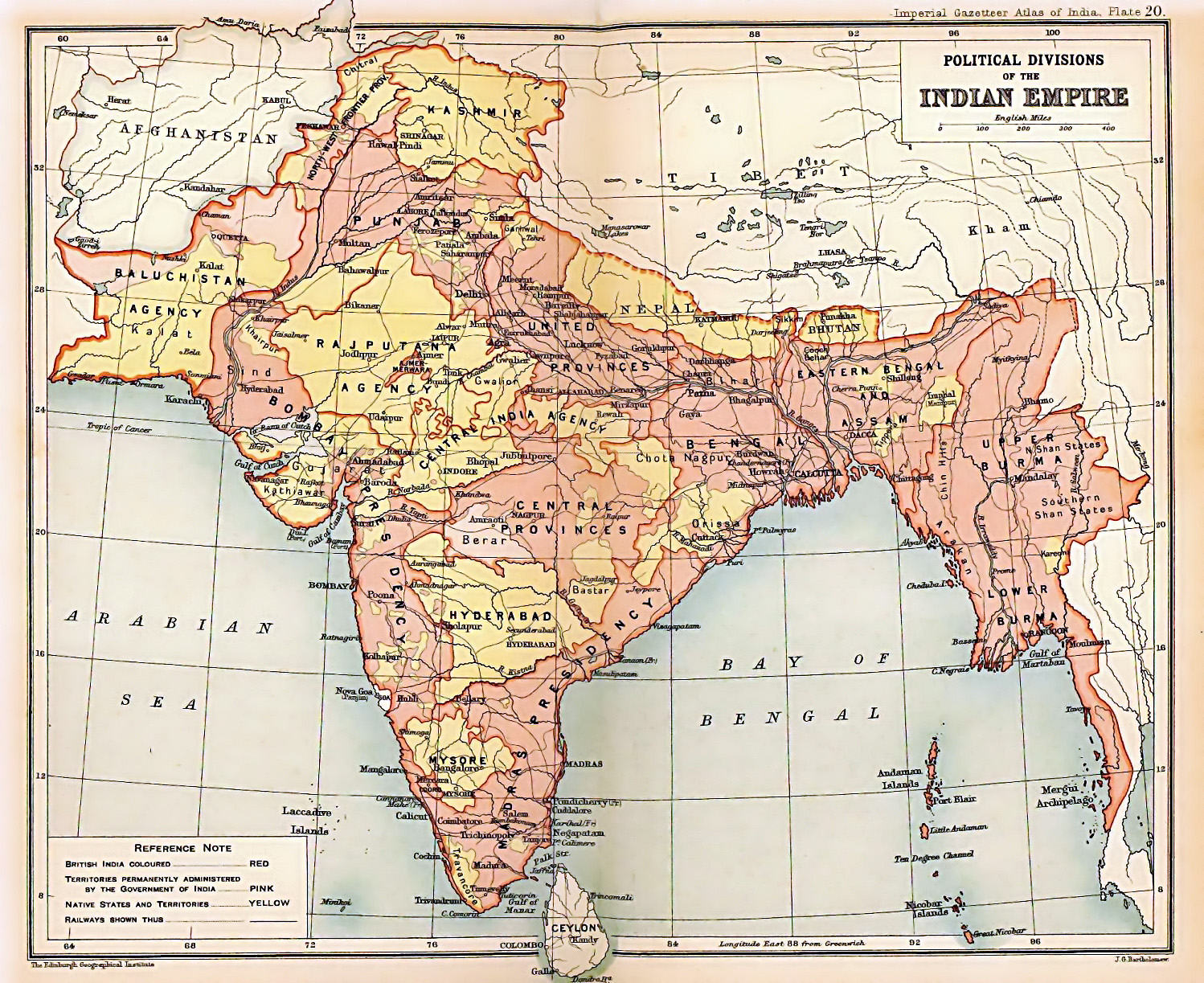
1909年の英領インド

スワデーシー (ベンガル語: স্বদেশী, ヒンディー語: स्वदेशी,英語: Swadeshi)は、インドにおいてイギリス帝国のインド支配に対して出されたスローガンのひとつであり、経済的戦略。「国産品愛用」を意味する。

## 語源
スワデーシーという言葉はサンスクリットの連語 svadēśīに由来している。「スワ」は「自己」または「自己の所有物」を意味し、「デーシュ」は「国」を意味し、連接することで「スワデーシュ」「自分自身の国」を意味し、「スワデーシー」はこの形容詞形になる。サンスクリットにおけるスワデーシーの反対語は「ヴィデーシー」であり、これは「他人の国」の形容詞形になる。svarāj「スワラージ」もこうした連語のひとつであり、これは「スワ」は「自己」、「ラージ」は「支配」を意味し、自らを支配する、民族自決の意味として用いられる。

## 歴史

### 20世紀初頭
イギリスから副王・インド総督に任じられたジョージ・カーゾンがインド確保の政策として発布したベンガル分割令はインド人の反感を買い、煽動された民族主義運動はイギリス製品のボイコットにまで発展した。英領インドにおける大英帝国から影響力を取り除き、かつ領内の経済状態を改善することを主眼とした。スワデーシー運動は戦略として英国製品のボイコット、国産品奨励、旧来の技術による産品使用の奨励の三つの面を持っていた。ベンガル分割令を切っ掛けに始まったスワデーシー運動は1905年から1908年まで続けられた。当初はイギリスに対して穏健な態度をとっていた国民会議派も1906年にはイギリス製品排斥、スワデーシーなどのスローガンを掲げて反英運動の指導に乗り出した。この運動は一定の成功を収め、これはガンジー以前の運動では最も成功したもののひとつでと言われている。運動の中心にはオーロビンド・ゴーシュ、バール・ガンガーダル・ティラク、ビピン・チャンドラ・パール、ラーラー・ラージパト・ラーイがいた。イギリス製綿製品の使用を拒んで随所で布地を焼却し手製品を着用する運動がインド各地で見られた。この運動はイギリスの支配力を減じる要因にはならなかったが、イギリスの土着工業抑圧によって逼塞していたインドの工業に回復の切っ掛けを与え、これ以後インド国内の工場が多数建設された。

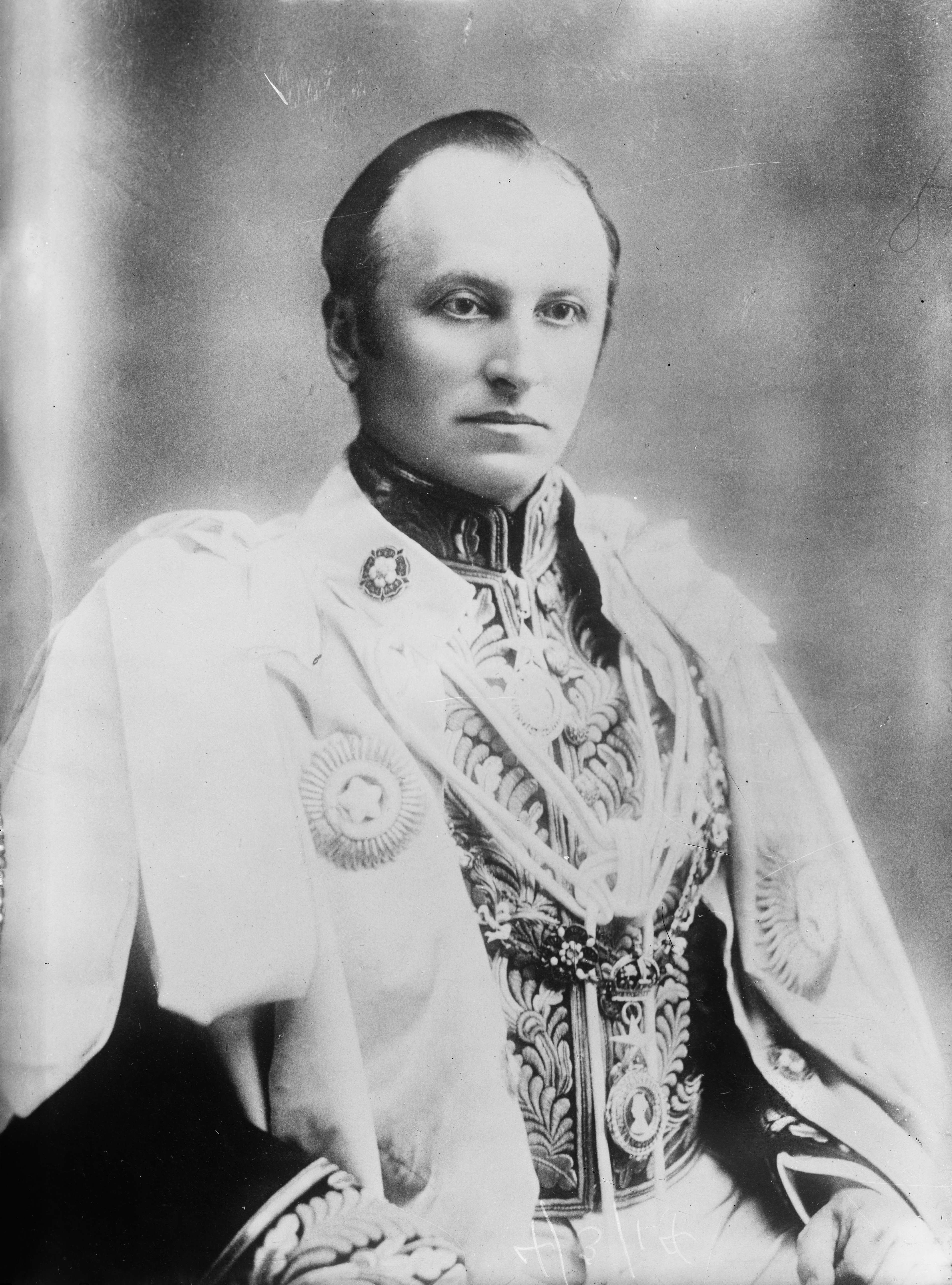
ジョージ・カーゾン総督
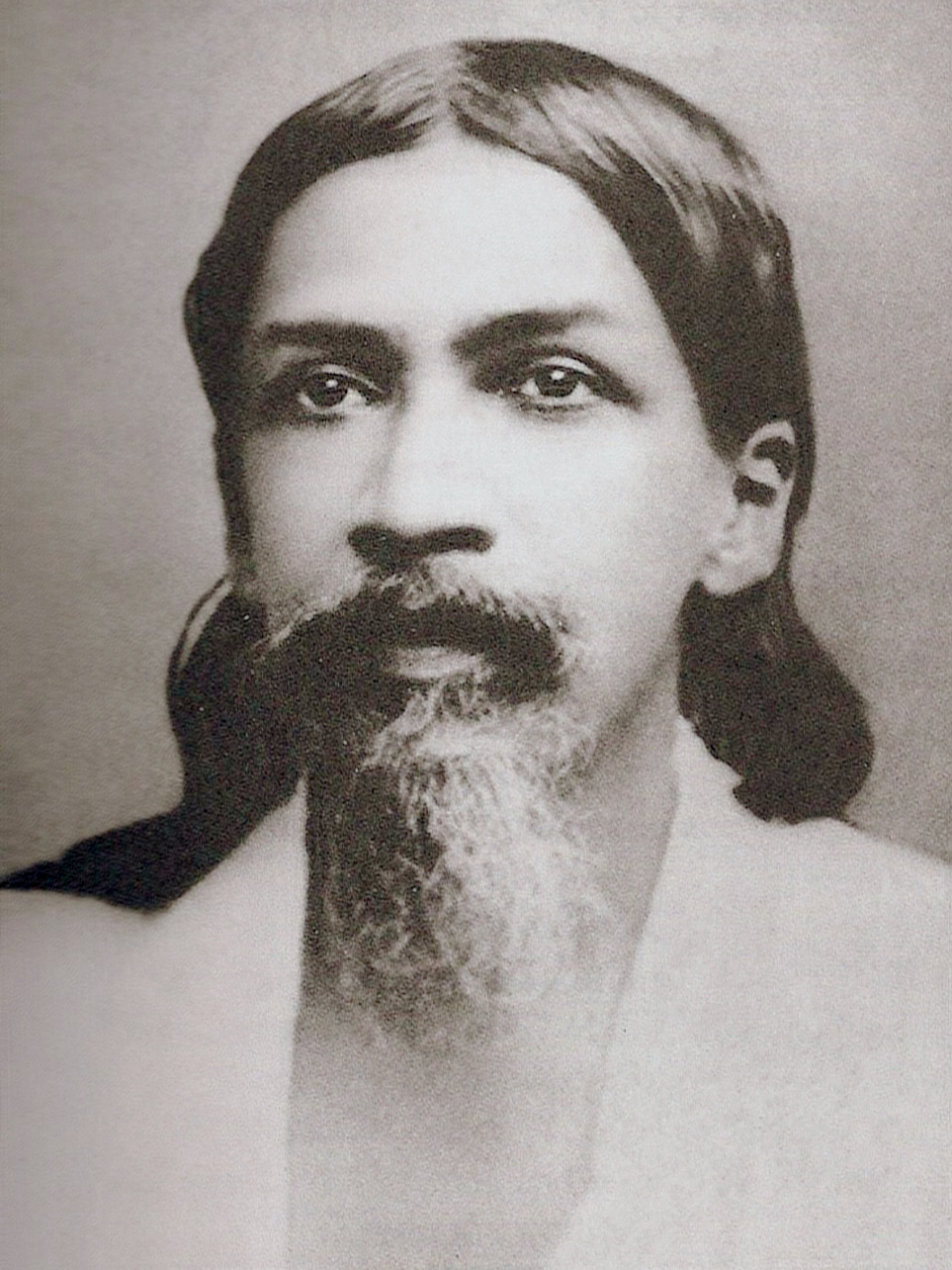
オーロビンド・ゴーシュ
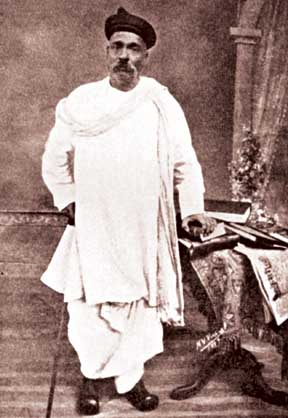
バール・ガンガーダル・ティラク
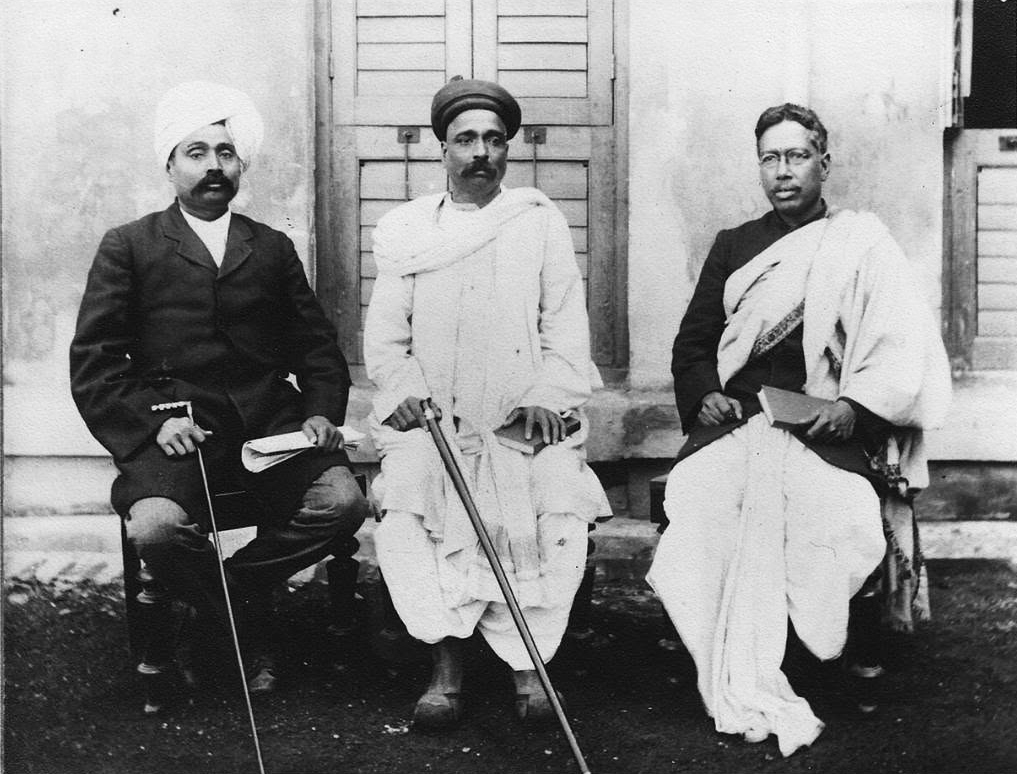
ラーラー・ラージパト・ラーイ（左）、バール・ガンガーダル・ティラク（中央）、ビピン・チャンドラ・パール（右）

### 1920年代

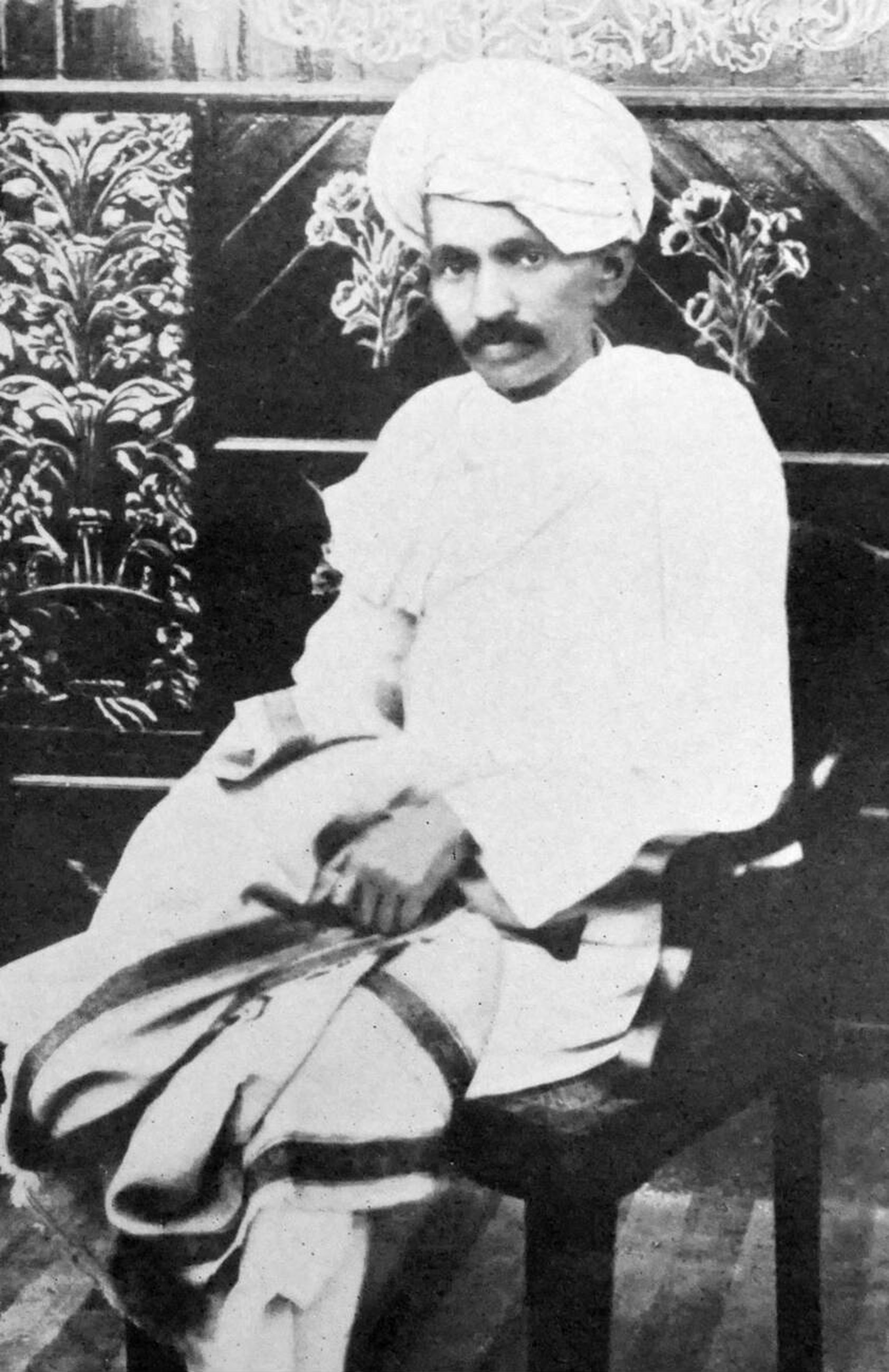
マハトマ・ガンジー（1918年）

1908年以降衰微したスワデーシー運動は、1920年に一般的な戦略としてスワラージ（民族自決）の精神とともにマハトマ・ガンジーの主戦略・スローガンの一つとして採用された。しかしながら、実質的にこの運動・戦略が英国の植民地戦略を阻害したという記録は残されていない。

### 独立後のスワデーシー
インド独立後もラージーヴ・ディークシト、スワーミー・ラームデーヴといった個人やスワデーシー・ジャガラン・マンチ(Swadeshi Jagaran Manch）といった団体（ヒンドゥー・ナショナリスト組織・サンガ・パリヴァールの経済部門）は現代インドにおいてもスワデーシーの精神を広めている。

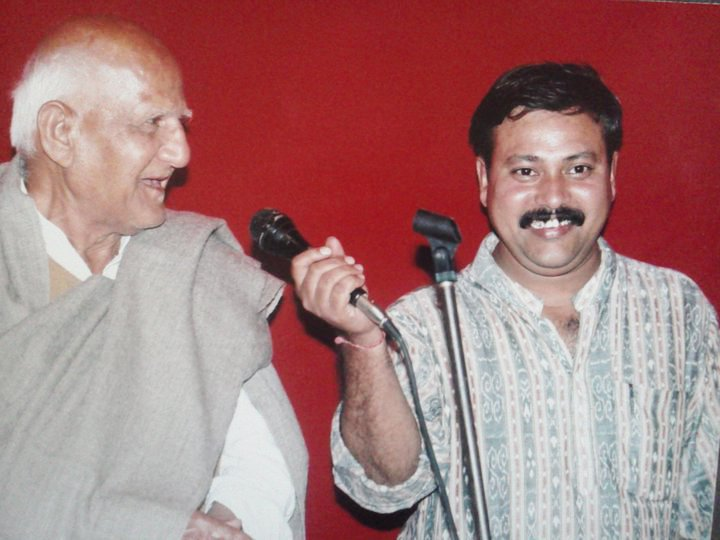
ラージーヴ・ディークシト（右）
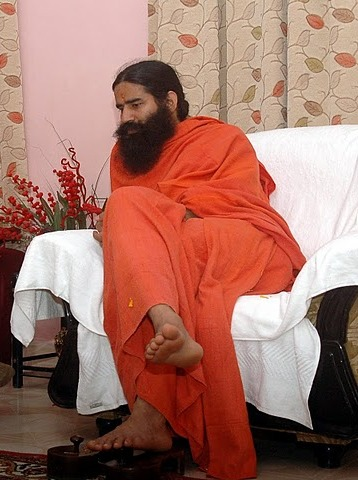
スワーミー・ラームデーヴ

## 影響
- 『スモール・イズ・ビューティフル』の著者として知られる経済学者、E.F.シューマッハーはガンジーによるスワデーシーの精神に影響されたと自著『仏教経済学(英語: Buddhist economics)』の中で述べている[2]。
- 『Resurgence』の編者として知られる思想家、サティーシュ・クマールはその著書、「You Are, Therefore, I Am: A Declaration of Dependence」をはじめ複数の著書や講演でスワデーシーの精神を語っている。